# Ołeksandr Pucko
Ołeksandr Wołodymyrowycz Pucko (ukr. Олександр Володимирович Пуцко; ur. 4 sierpnia 1981 w Głuchowie) – ukraiński biegacz narciarski, olimpijczyk. Zakończył karierę. Nigdy nie zdobył punktów Pucharu Świata.

## Wyniki

### Igrzyska olimpijskie
| Rok  | Miejsce   | Wyniki                                                                        |
| 2006 | Pragelato | 52 (bieg łączony na 30 km.), 66 (sprint), DNF (bieg na 50 km.), 14 (sztafeta) |
| 2010 | Vancouver | 62 (bieg na 15 km. stylem klasycznym), 52 (bieg łączony na 30 km.)            |

### Mistrzostwa świata
| Rok  | Miejsce       | Wyniki |
| 2003 | Val di Fiemme | 15 (bieg na 15 km. stylem klasycznym), 55 (sprint), 58 (bieg łączony 2x10 km.), 14 (sztafeta)                          |
| 2005 | Oberstdorf    | 54 (bieg na 15 km. stylem dowolnym), 57 (sprint), 56 (bieg łączony 2x15 km.), 16 (sztafeta), 16 (sztafeta sprinterska) |
| 2007 | Sapporo       | 15 (bieg na 15 km. stylem dowolnym), 34 (sprint), 40 (bieg łączony 2x15 km.), 34 (bieg na 50 km.), 15 (sztafeta)       |
| 2009 | Liberec       | 42 (bieg na 15 km. stylem klasycznym)                                                                                  |

### Mistrzostwa świata juniorów
| Rok  | Miejsce                  | Wyniki      |
| 2000 | Szczyrbskie Jezioro      | 43 (sprint) |
| 2001 | Karpacz/Szklarska Poręba | 75 (sprint) |